# Riane Eisler
Riane Tennenhaus Eisler (Viena, 22 de juliol de 1937) és una acadèmica austríaca, escriptora, advocada i activista social. Va fugir del nazisme cap a Cuba amb la seva família quan encara era nena; més tard, va emigrar als Estats Units. Graduada en Sociologia i Dret a la Universitat de Califòrnia, és autora de diversos articles i influents llibres. És presidenta del Center for Partnership Studies. Eisler és definida com una historiadora de la cultura i una teòrica de l'evolució.

## Dades biogràfiques
Neix a Viena i emigra als Estats Units després de fugir dels nazis amb 7 anys i passa uns altres 7 anys a Cuba. Va estudiar Sociologia, Antropologia i Dret a la Universitat de Califòrnia a Los Ángeles (UCLA), on més tard impartí càtedra en temes de gènere i dret. Ha escrit obra relativa a la teoria de l'evolució humana, història de la cultura i models de cooperació. Es considera pionera en els estudis holístics sobre la humanitat en el passat, present i futur. És presidenta del The Centre for Partnership Studies del World Future Council, d'on també és consellera. És cofundadora del General Evolution Research Group (GERG), de la Spiritual Alliance to Stop Intimate Violence (SAIV) i de la World Comission on Global Consciousness and Spirituality, així com d'altres organitzacions feministes. És també responsable de l'àrea de recerca de l'Acadèmia Mundial d'Art i Ciència, de la World Business Academy.
Té més de 300 articles publicats, entre els quals es troben: “Behavioral Science, Futures, Political Psychology, The Christian Science Monitor, i el Periòdic de la UNESCO--Brain and Mind, Human Rights Quarterly, International Journal of Women's Studies, i la World Encyclopedia of Peace”.
Per la seva àmplia labor a l'educació i la recerca, ha estat creditora de diversos reconeixements i premis com ara: reconeixement en la Primera Enciclopèdia Mundial de la Pau, diversos doctorats honoris causa, Premi Nuclear Age Peace Foundation Leadership, el Primer premi Alice Paul ERA d'Educació i l'Humanist Pioneer Award.
És assessora en l'aplicació dels seus models de cooperació en governs i empreses; col·labora perquè es legisli a favor de la infància i les dones. Ha exposat el seu pensament davant l'Organització de les Nacions Unides, davant les autoritats de govern de Colòmbia (invitació emesa per l'Alcalde de Bogotà), a República Txeca (convidada pel President d'aquesta Nació, Vaclav Havel), davant el Parlament Alemany (sota la invitació de la Prof. Rita Suessmuth, Presidenta al moment del Bundestag) i en altres instàncies internacionals.
Pels seus models d'evolució humana i els seus estudis d'antropologia és considerada com la millor hereva de l'arqueòloga d'origen lituà Marija Gimbutas.

## Obres
El best seller internacional El calze i l'espasa: La nostra història, el nostre futur (Harper Collins, San Francisco, 1987) va ser considerat per l'antropòleg Ashley Montagu com "el més important llibre des de l'origen de les espècies de Darwin". Va ser traduït a 22 idiomes, incloent la majoria de llengües europees, xinès, rus, coreà, hebreu i japonès.
La seva obra de 2007, La veritable riquesa de les nacions: creació de l'economia de la cura (Caring Economics) proposa un nou enfocament a l'economia que ofereix visibilitat i valor al treball més essencialment humà: la feina de preocupar-se per les persones i pel planeta. Va ser considerat per l'arquebisbe Desmond Tutu com "un model per al món millor que hem estat buscant amb tanta urgència", per Peter Senge com "desesperadament necessari", per Jane Goodall com "una trucada a l'acció", i per Gloria Steinem com a "revolucionari".
Altres obres d'Eisler inclouen el guardonat The Power of Partnership and Tomorrow’s Children, així com Plaure sagrat, una revisió de la sexualitat humana i de l'espiritualitat; i Women, Men, and the Global Quality of Life, que documenta estadísticament el paper clau de l'estatus de la dona en la qualitat de vida d'una nació.

### En espanyol
- El cáliz y la espada: La mujer como fuerza en la historia Pax México. ISBN 968-860-525-5.
- Placer Sagrado I: Sexo, mitos y política del cuerpo. Pax México. 2002. ISBN 978-9-68860-380-2. Placer Sagrado II: Nuevos caminos hacia el poder personal y el amor. Pax México. 2002. ISBN 978-9-68860-389-5.

### En anglès
- Dissolution: NoFault Divorce, Marriage, and the Future of Women. New York: McGraw-Hill, 1977.
- The Equal Rights Handbook: What ERA means for your life, your rights, and your future. New York: Avon, 1979.
- The Chalice and The Blade: Our History, Our Future. New York: Harper & Row, 1989. ISBN 0-06-250289-1
- Sacred Pleasure: Sex, Myth, and the Politics of the Bodi. San Francisco: Harper, 1996. ISBN 0-06-250283-2
- The Partnership Way: New Tools for Living and Learning, with David Loye, Holistic Education, 1998 ISBN 0-9627232-9-0
- Tomorrow's Children: A Blueprint for Partnership Education in the 21st Century (2000)
- The Power of Partnership: Seven Relationships that will Change Your Life (2002)
- Educating for a Culture of Peace (2004)
- The Real Wealth of Nations: Creating a Caring Economics. San Francisco: Berrett-Koehler, 2007. ISBN 978-1-57675-388-0